# Чајксе (Империја)
Чајксе је насеље у Италији у округу Империја, региону Лигурија.
Према процени из 2011. у насељу је живело 31 становника. Насеље се налази на надморској висини од 417 м.